# Manhunt international 1997
Manhunt international 1997 fut la quatrième édition du concours mondial de beauté masculine Manhunt international. Le concours eu lieu le 24 mai 1997 à Singapour (pour la deuxième fois). Parmi les 38 candidats de cette élection (35 la fois précédente), ce fut Jason Erceg de la Nouvelle-Zélande qui succéda au Sud-africain Albe Geldenhuys.

## Résultats

### Classement
| Place                      | Candidat |
| -------------------------- | --- |
| Manhunt international 1997 | - Nouvelle-Zélande – Jason Erceg |
| 1er dauphin                | - Venezuela – Sandro Finnoglio Speranza |
| 2e dauphin                 | - Philippines – Vincent Pinto |
| 3e dauphin                 | - Porto Rico – Jonathan Rojas Ortega |
| 4e dauphin                 | - Inde – Zulfi Syed Ahmad |
| Demi-finalistes            | - Chypre – Marios Niasides - États-Unis – Brian Donnellan - Panama – Francisco Jimenez Mery - Singapour – Kevin Chiak - Turquie – Kemal Fidan |

### Récompenses spéciales
| Titre                                             | Candidat                                                                                                |
| ------------------------------------------------- | --- |
| M. Talent (Mr Talent)                             | - Philippines – Vincent Pinto                                                                           |
| M. Popularité (Mr Popularity)                     | - Uruguay – Pedro Fernando Etchevarne                                                                   |
| Meilleur physique (Best Physique)                 | - Nouvelle-Zélande – Jason Erceg                                                                        |
| Meilleur jeune marié (Best Groomed)               | - Singapour – Kevin Chiak                                                                               |
| Prix Jockey Fitness (Jockey Fitness Award)        | - Venezuela – Sandro Finnoglio Speranza                                                                 |
| Meilleur costume national (Best National Costume) | 1. Venezuela – Sandro Finnoglio Speranza 2. Brésil – Carlos Alberto de Azevedo 3. Turquie – Kemal Fidan |

## Participants
- Afrique du Sud – Carlos Reis
- Allemagne – Mario Schuster
- Australie – David John Eller
- Bahamas – Van Brown
- Belgique – Daoud Boukebbous
- Bolivie – Raul Serrate Vaca
- Brésil – Carlos Alberto de Azevedo
- Canada – Brock Madill
- Chypre – Marios Niasides
- Colombie – Francisco Cruz
- Costa Rica – Henry Maurico Corrales Porras
- Danemark – Peter Ferrold
- Espagne – Agustin Ortega
- États-Unis – Brian Donnellan
- Gibraltar – Albert Carl Viagas
- Grèce – Dimitrios Koutsavlakis
- Inde – Zulfi Syed Ahmad
- Indonésie – John Michael Pupella
- Irlande – Paul Joseph O’Gorman
- Kazakhstan – Vladimir Zolenkov
- Lettonie – Inguss Jostin
- Macédoine – Asen Hajcic
- Malaisie – Jefree Sharizal B. Abdul Aziz
- Nouvelle-Zélande – Jason Erceg
- Panama – Francisco Jimenez Mery
- Pérou – Norberto Veloza
- Philippines – Vincent Pinto
- Pologne – Kamil Karasek
- Porto Rico – Jonathan Rojas Ortega
- Singapour – Kevin Chiak
- Sri Lanka – Nalin Kumara
- Suède – Marcus Christian Fagerlund
- Suisse – Rene Burach
- Thaïlande – Chaiyod Soison
- Turquie – Kemal Fidan
- Ukraine – Oleg V. Kaveshnikov
- Uruguay – Pedro Fernando Etchevarne
- Venezuela – Sandro Finnoglio Speranza